# San José Atlán
San José Atlán es una localidad de México localizada en el municipio de Huichapan en el estado de Hidalgo.

## Toponimia
Del náhuatl Atl, agua, tlan, lugar: Lugar de agua.

## Geografía
Se encuentra en la región geográfica del Valle del Mezquital. A la localidad le corresponden las coordenadas geográficas 20° 20’ 15.566” de latitud norte y 99° 40’ 12.153” de longitud oeste, con una altitud de 2148 m s. n. m.  Cuenta con un clima semiseco templado.
En cuanto a fisiografía se encuentra en la provincia del Eje Neovolcánico, dentro de la subprovincia de Llanuras y Sierras de Querétaro e Hidalgo; su terreno es de lomerío y llanura. En lo que respecta a la hidrografía se encuentra posicionado en la región de Pánuco, dentro de la cuenca del río Moctezuma, en la subcuenca de río Tecozautla.

## Demografía
En 2020 registró una población de 3546 personas, lo que corresponde al 7.48 % de la población municipal. De los cuales 1680 son hombres y 1866 son mujeres.
| Gráfica de evolución demográfica de San José Atlán entre 1900 y 2020                         |
|                                                                                              |
| Población de los censos y conteos del Instituto Nacional de Estadística y Geografía (INEGI). |